# Travný potok (přírodní rezervace)
Travný potok je přírodní rezervace poblíž obce Morávka v okrese Frýdek-Místek. Oblast spravuje AOPK ČR Správa CHKO Beskydy. Důvodem ochrany je smíšený lesní porost s přirozenou dřevinnou skladbou a strukturou na prudkém svahu v závěru Travného potoka a zajištění nerušených přírodních procesů pro lesní společenstva s ohroženými rostlinnými a živočišnými druhy.